# Freesia (manga)
Freesia (フリージア?, Furījia) è un manga in 12 volumi di Jirō Matsumoto, pubblicato sul periodico mensile Monthly Ikki tra il 2001 e il 2009. In Italia la pubblicazione è stata curata da RW Edizioni sotto l'etichetta Goen dall'8 dicembre 2012 al 5 gennaio 2019.

## Trama
In un mondo alternativo distopico, il Giappone è impegnato in una guerra di lunga durata e in una massiccia recessione economica. A causa delle ingenti spese militari, molte prigioni vengono chiuse e così viene approvata una legge che rende legale il delitto d'onore, che consente a coloro che sono stati feriti in qualche modo dai criminali condannati di vendicarsi personalmente. Nel caso qualcuno uccida una persona a cui si tiene, viene concessa l'autorizzazione di uccidere l'assassino oppure di incaricare una terza persona per farlo, il tutto in maniera del tutto legale. Vengono così create varie aziende dedicate alla vendetta, le quali hanno il compito di soddisfare la grande richiesta. Il protagonista della serie è Hiroshi Kanō, il quale lavora in una ditta specializzata in questo tipo di delitti.

## Personaggi
Hiroshi Kanō (叶ヒロシ?, Kanō Hiroshi)
È un ex assassino militare mentalmente instabile che attualmente lavora come procuratore di vendetta presso una società dedicata a tale mansione nel Giappone di un mondo alternativo. Vive con la madre e la fidanzata, entrambe catatoniche, in un piccolo appartamento. Grazie alla sua formazione militare, possiede una sorta di mimetizzazione attiva che non solo gli consente di svanire in un attimo, lasciando i suoi collaboratori confusi, ma lo protegge anche dai proiettili, permettendogli di rimanere completamente illeso. Successivamente viene rivelato che è in grado di alterare i sensi delle persone in una certa misura, facendolo sembrare in luoghi in cui in realtà non c'è. All'inizio della storia sembra solo leggermente bizzarro, ma man mano che la storia prosegue, diventa più evidente che è sulla buona strada per avere un esaurimento nervoso, come si evince quando inizia a copiare ciò che le persone dicono in televisione nelle sue conversazioni. Altri eventi simili coinvolgono Kanō che sente costantemente squillare il telefono oppure il ticchettio di un orologio e quando vede e parla con persone che sono morte.
Masaki Mizoguchi (溝口正樹?, Mizoguchi Masaki)
È un delegato che lavora presso la stessa ditta di Kanō, anche se ha iniziato a lavorarci molto tempo prima rispetto agli altri personaggi. Cerca costantemente di dare la caccia ai suoi colleghi, in particolare Kanō, che lo rende strano a causa delle sue bizzarre abilità. L'ideologia di Mizoguchi è che esistono due tipi di persone, leoni e zebre. Per lui l'importante è cacciare le zebre che rappresentano tutte le altre persone tranne sé stesso e per questo motivo entra a far parte dei procuratori di vendetta. È sposato e abusa regolarmente della moglie, facendole perdere il contatto con la realtà, portandola infine a suicidarsi.
Ichirō Yamada (山田一郎?, Yamada Ichirō)
È uno dei delegati assunti dalla società di procura insieme a Kanō. Gli ci vollero tre tentativi per superare l'esame richiesto per diventare un sicario, svolto memorizzando l'intero libro, mentre tutti gli altri ottennero un elenco con le risposte su di esso da vari ricognitori. Inizialmente ottimista, diventa stanco quando si rende conto della verità dietro le esecuzioni.
Higuchi (ヒグチ?)
È una ricognitrice delegata per l'azienda. Conosce molto bene Kanō più di quanto quest'ultimo possa immaginare, e i due sono collegati da un evento accaduto anni prima dell'inizio della serie. Si occupa anche di assicurare i contratti e raccoglie le pratiche necessarie per soddisfare l'associazione. Higuchi afferma di essere in grado di prevedere ogni decisione di Kanō.

## Media

### Manga
Il manga, scritto e disegnato da Jirō Matsumoto, è stato serializzato dal 29 settembre 2001 al 25 agosto 2009 sulla rivista Monthly Ikki edita da Shogakukan. I vari capitoli sono stati poi raccolti in dodici volumi tankōbon pubblicati dal 30 luglio 2003 al 30 novembre 2009.
In Italia la serie è stata pubblicata da RW Edizioni sotto l'etichetta Goen nella collana Memai Collection dall'8 dicembre 2012 al 5 gennaio 2019.

#### Volumi
| Nº | Data di prima pubblicazione | Data di prima pubblicazione | Data di prima pubblicazione | Data di prima pubblicazione |
| Nº | Giapponese                  | Giapponese                  | Italiano                    | Italiano                    |
| -- | --------------------------- | --------------------------- | --------------------------- | --------------------------- |
| 1  | 30 luglio 2003              | ISBN 4-09-188381-8          | 8 dicembre 2012             | ISBN 978-88-6712-068-0      |
| 2  | 30 luglio 2003              | ISBN 4-09-188382-6          | 16 febbraio 2013            | ISBN 978-88-6712-091-8      |
| 3  | 25 dicembre 2003            | ISBN 4-09-188383-4          | 20 aprile 2013              | ISBN 978-88-6712-099-4      |
| 4  | 30 giugno 2004              | ISBN 4-09-188384-2          | 29 giugno 2013              | ISBN 978-88-6712-108-3      |
| 5  | 28 gennaio 2005             | ISBN 4-09-188385-0          | 21 settembre 2013           | ISBN 978-88-6712-151-9      |
| 6  | 30 settembre 2005           | ISBN 4-09-188386-9          | 11 gennaio 2014             | ISBN 978-88-6712-179-3      |
| 7  | 30 maggio 2006              | ISBN 4-09-188317-6          | 12 aprile 2014              | ISBN 978-88-6712-212-7      |
| 8  | 30 gennaio 2007             | ISBN 4-09-188353-2          | 28 novembre 2015            | ISBN 978-88-6712-261-5      |
| 9  | 28 settembre 2007           | ISBN 4-09-188376-1          | 6 febbraio 2016             | ISBN 978-88-6712-471-8      |
| 10 | 30 giugno 2008              | ISBN 4-09-188416-4          | 14 aprile 2017              | ISBN 978-88-6712-471-8      |
| 11 | 30 gennaio 2009             | ISBN 4-09-188438-5          | 17 febbraio 2018            | ISBN 978-88-6712-761-0      |
| 12 | 30 novembre 2009            | ISBN 4-09-188486-5          | 5 gennaio 2019              | ISBN 978-88-6712-788-7      |

### Film
Un film live action basato sul manga è uscito in Giappone il 3 febbraio 2007. È stato diretto da Kazuyoshi Kumakiri, scritto da Takashi Ujita e interpretato da Tetsuji Tamayama nel ruolo di Hiroshi.

## Accoglienza
Freesia è l'opera di Matsumoto più conosciuta a livello internazionale.
Ryan Payton di 1UP.com ha descritto il manga come dotato di "disegni fantastici, intensi appostamenti e scontri a fuoco e molta psicoanalisi". Gavin J. Blair di The Hollywood Reporter ha affermato che l'opera presenta degli elementi che sarebbero adatti per un adattamento prodotto ad Hollywood e lo ha confrontato con il film Purge.
L'adattamento cinematografico ha ricevuto una valutazione di quattro su cinque da Mark Schilling del The Japan Times.